# Bustul dr. Dimitrie Brândză
De fapt sunt două busturi ale dr. Dimitrie Brândză amplasate în incinta Grădinii Botanice din București.
- Primul dintre busturi este amplasat în partea dreaptă a Muzeului Botanic și a fost realizat in 1934 de sculptorul român Ion Dimitriu-Bârlad (1890 - 1964) ca urmare a inițiativei Societății Naturaliștilor din România. Monumentul este turnat în bronz și așezat pe un soclu de piatră artificială pe care este dăltuită următoarea inscripție:

| PROF.DrD.BRANDZA 1846-1895 INTEMEETORUL INSTITUTULUI și GRĂDINEI BOTANICE |

Lucrarea este înscrisă în Lista monumentelor istorice 2010 - Municipiul București - la nr. crt. 2289, cod LMI B-III-m-B-19974.

Bustul dr. Dimitrie Brândză din faţa
Facultății de Biologie
codLMI=B-III-m-B-19975

- Celălalt bust este amplasat în fața corpului de clădire al Facultății de Biologie din cadrul Grădinii Botanice, este turnat tot în bronz și așezat pe un soclu de piatră pe care este fixată o placă de marmură cu următoarea inscripție:

| PROF. DR. DIMITRIE BRÂNDZĂ 1846-1895 |

Bustul este înscris în Lista monumentelor istorice 2010 - Municipiul București - la nr. crt. 2290, cod LMI B-III-m-B-19975.
Dimitrie (Demetrius) Brândză, (10/22 octombrie 1846 - 3 august 1895, a fost un medic, naturalist și botanist român, membru titular al Academiei Române. A fondat Grădina Botanică din București, care astăzi îi poartă numele.